# Dynín
Dynín (lidově a do r. 1923 též úředně Dinín) je obec ležící v okrese České Budějovice, kraj Jihočeský, zhruba 7,5 kilometru jihozápadně od Veselí nad Lužnicí a 21 kilometrů severovýchodně od Českých Budějovic, v oblasti tzv. Pšeničných Blat. Žije zde 375 obyvatel. Jádro vsi bylo prohlášeno Vesnickou památkovou zónou. Asi 1,5 kilometru východně od vesnice, již v CHKO Třeboňsko, se rozkládá Bošilecký rybník. Na území obce jsou přírodní památky Lhota u Dynína a Hliníř a část území evropsky významné lokality Hliníř – Ponědrážka.

## Historie

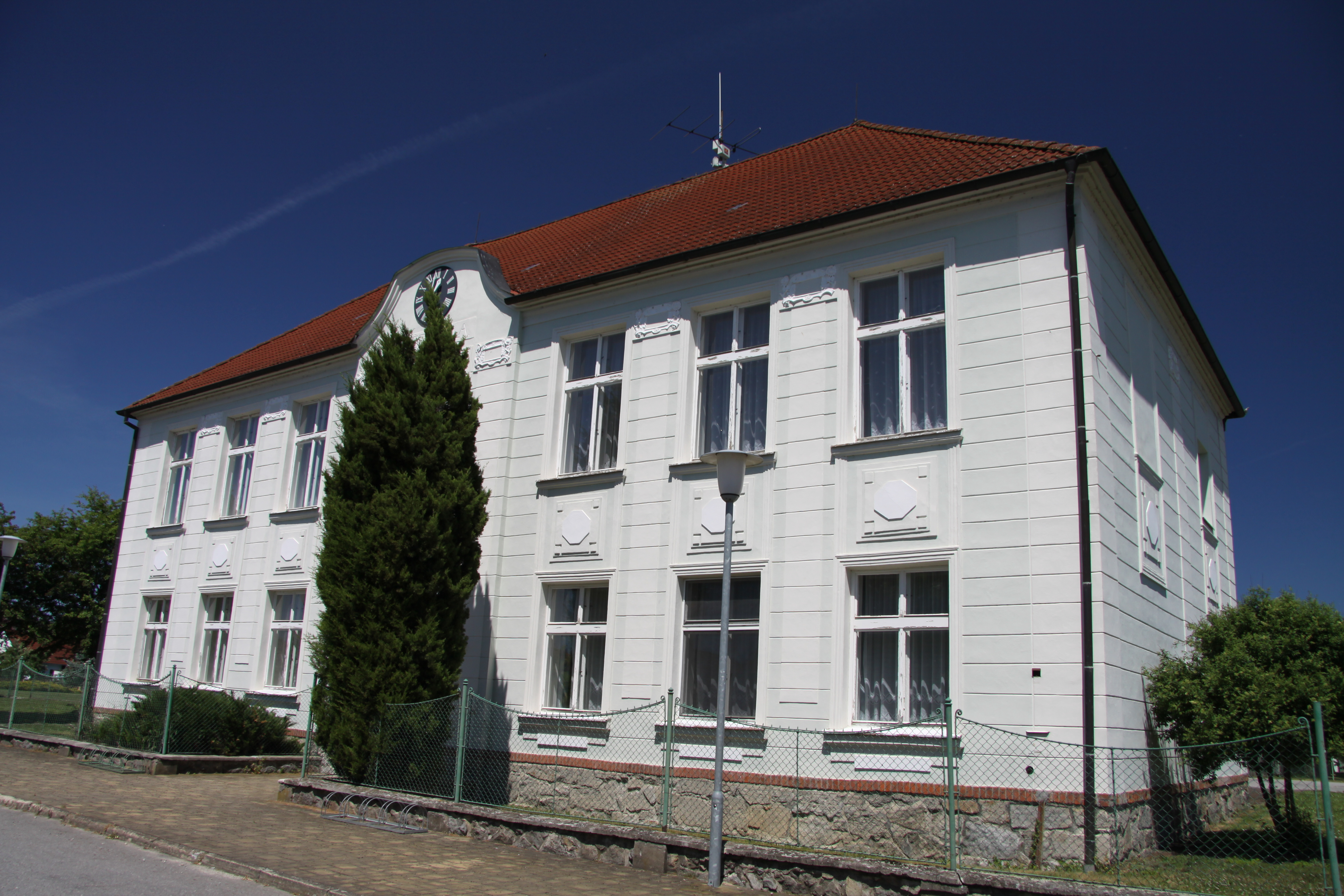
Budova bývalé školy

Název vsi pochází od osobního jména Dýňa (tj. dýně), a znamená tedy „Dýňův dvůr, majetek“. První písemná zmínka o vsi (Dynyn) pochází z roku 1341, kdy Petr I. z Rožmberka věnoval část výnosů z ní dominikánskému klášteru v Sezimově Ústí. Roku 1379 se Dynín uvádí v Rožmberském urbáři jako příslušný k Dolnímu Bukovsku, později náležel k panství Třeboň. V roce 1511 byli obyvatelé Dynína osvobozeni od odúmrti, tj. poddaní mohli odkázat svůj majetek komukoli v Třeboňském panství bez zásahu vrchnosti. Jako většinu vesnic i Dynín vážně zasáhla třicetiletá válka. V roce 1625 byl Dynín zcela pustý a ještě v roce 1650 nebyl plně obydlen. Jeho posledními feudálními držiteli byli Schwarzenbergové, kteří jej získali v roce 1660. V roce 1825 byla v okolí Dynína vystavěna císařská silnice a v sedmdesátých letech 19. století i železniční dráha se stanicí. Po zrušení poddanství se Dynín stal roku 1850 samostatnou obcí, jíž zůstává podnes. Lhota byla zprvu součástí této obce, v roce 1867 se osamostatnila, ke dni 12. června 1960 se znovu připojila k Dynínu. V období 1. dubna 1976 až 23. listopadu 1990 na čas spadaly pod obec Dynín též vesnice Bošilec a Neplachov.

## Obecní správa

### Části obce
Obec sestává ze dvou částí na dvou katastrálních územích, tvoří ji tři základní sídelní jednotky: Jednou je sama vesnice Dynín, druhou přestavuje osada Hradina, řada domů podél silnice v severozápadním sousedství Dynína, směrem k železniční trati, třetí ZSJ je vesnice Lhota, ležící něco přes dva kilometry jihovýchodně od Dynína při jižním břehu Bošileckého rybníka (rybník sám náleží již ke katastru sousední obce Bošilec). Ke Lhotě patří též samota Lhotský Dvůr na severním břehu Záblatského rybníka.
(údaje ze sčítání lidu 2001)
- Dynín; katastrální území Dynín, rozloha 7,91 km², 83 domů, 294 obyvatel
  - ZSJ Dynín; 69 domů, 263 obyvatel
  - ZSJ Hradina; 14 domů, 31 obyvatel
- Lhota; k. ú. Lhota u Dynína, rozloha 5,22 km², 31 domů, 50 obyvatel
  - ZSJ Lhotský Dvůr

### Starostové
- 2010-2014 Jiří Veselý
- od 2014 Ing. Josef Pumpr

## Doprava
Do vesnice vede odbočka ze silnice II/603, která křižuje dálnici D3 a železniční trať Praha – České Budějovice, na níž u vsi stojí dynínské nádraží. Přibližně jeden kilometr jižně od Dynína se nachází malé sportovní letiště

## Pamětihodnosti

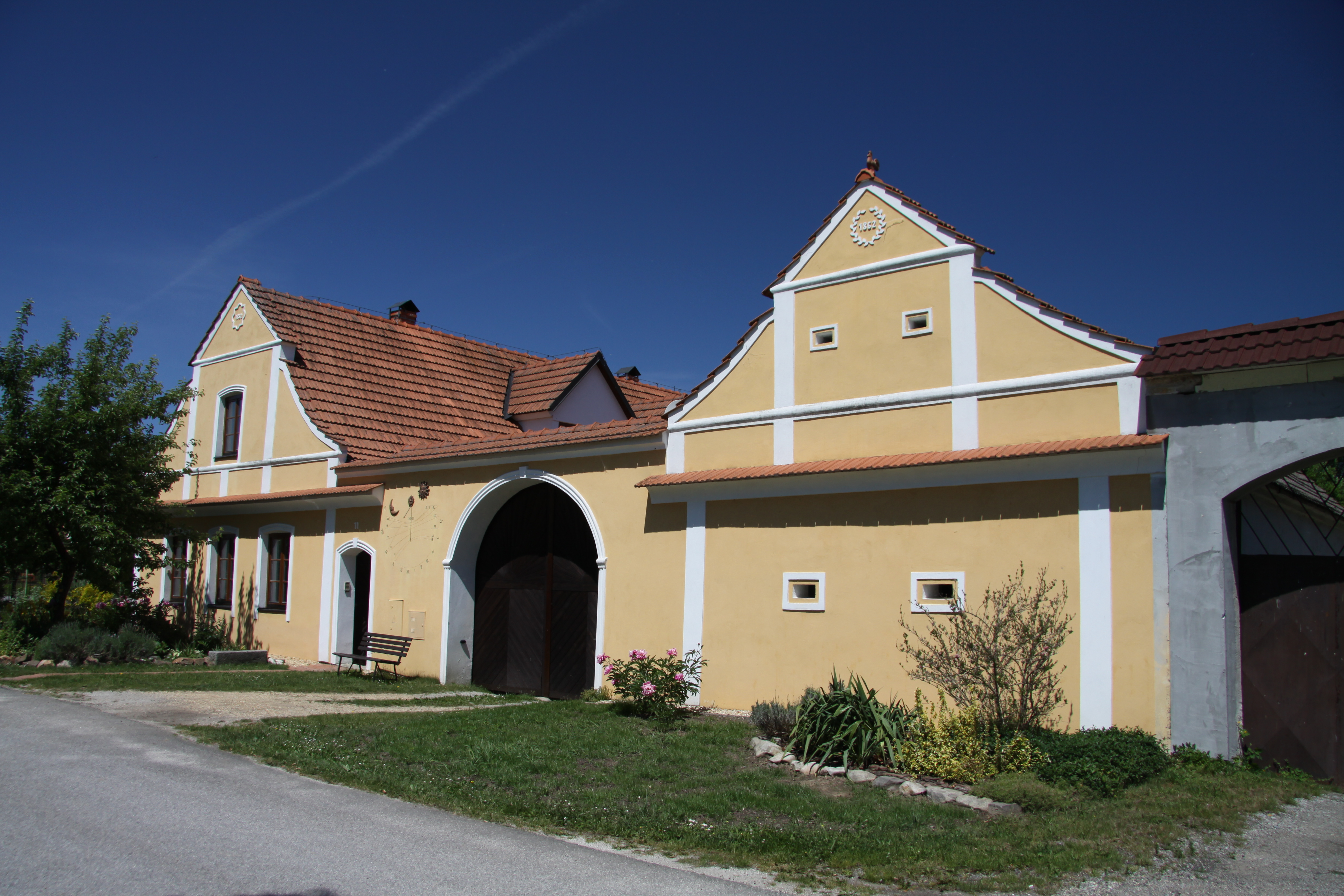
Jedna z usedlostí na návsi

- Rozlehlá náves obklopená zachovalými zemědělskými usedlostmi, nejhodnotnější z nich čp. 25 se sýpkou, datovanou 1815. Od roku 1990 je střed obce prohlášen vesnickou památkovou zónou.
- Kaple sv. Václava na návsi, novobarokní
- Pomník padlým v první světové válce z roku 1928, vedle kaple
- Budova bývalé školy z roku 1923
- Výklenková kaplička směrem ke Lhotě
- Kaple ve Lhotě